# Jean François Probst
Cet article concerne l'homme politique luxembourgeois. Pour l'homme politique français, voir Jean-François Probst.
Pour les articles homonymes, voir Probst.
Jean François Probst, né le 28 juin 1776 à Luxembourg et décédé le 5 février 1842, est un homme politique luxembourgeois.